# Municipio de Axochiapan
El municipio de Axochiapan es uno de los 36 municipios en que se divide el estado mexicano de Morelos. Se encuentra ubicado en su extremo sureste y en los límites con el estado de Puebla. Su cabecera es la ciudad de Axochiapan.

## Geografía
El municipio de Axochiapan se encuentra localizado en el sureste del territorio de Morelos y en los límites con el estado de Puebla, que lo rodeada al este, sur y suroeste. Tiene una extensión territorial de 141.954 kilómetros cuadrados que equivalen al 2.90% de la extensión del estado; y sus coordenadas geográficas extremas son 18° 26' - 18° 36' de latitud norte y 98° 42' - 98° 49' de longitud oeste. Su altitud va de un máximo de 1 200 a un mínimo de 900 metros sobre el nivel del mar.
El municipio limita al norte con el municipio de Jantetelco y el municipio de Jonacatepec, y al noroeste y oeste con el municipio de Tepalcingo. Al este, sur y suroeste limita con municipios del estado de Puebla, que en el sentido de las manecillas del reloj son: municipio de Tepexco, municipio de Chietla, municipio de Chiautla, municipio de Huehuetlán el Chico y municipio de Teotlalco.

### Orografía e hidrografía
Axochiapan se encuentra localizado en un valle que está cruzado por barrancas y constituido por una corteza difícilmente laborable, la estructura geológica reporta grandes sedimentos de arrastre con conglomerados, predominando diversas calidades de arenas.
Las zonas accidentadas abarcan aproximadamente el 12,2% y se localizan en el extremo sureste del municipio, principalmente están formadas por cerros cercanos a las localidades de Joaquín Caamaño y Ahuaxtla, las planas en el resto del municipio.
Los recursos hidrológicos se componen básicamente del río Amatzinac o río Tenango que cruza el municipio, al igual que las barrancas Tochatlaco, Los Ahuhuetes, El Pajarito, las presas Carros y Cayehuacan permiten aprovechar las aguas del río San Francisco afluente del río Nexpa en la cuenca del alto Balsas en la porción oriental del estado, se tiene para riego 1870 ha.
Las presa Carros – Cayehuacan, su capacidad es 8.700.000 m³ la primera y 12.500.000 m³, la segunda, que abastecen en el margen derecho (Morelos) 2000 hectáreas 66,7% y margen izquierdo (Puebla) 1.000 hectáreas 33,3%, en las cuales aplican 14.140,0 m³ en volumen en el estado de Morelos y 7.060,0 m³ en Puebla.
Este sistema de riego beneficia a más de 1,000 familias; además contamos con 45 pozos profundos que son utilizados para la agricultura.

### Clima y ecosistemas
La temperatura media anual es de 22 a 24 grados centígrados, con una precipitación pluvial que apenas llega a los 1.000 mm anuales que abarcan los meses de junio a septiembre y humedad relativa y/o absoluta. Los vientos corren de norte a sur.
Principales Ecosistemas
Podemos encontrar mamíferos como el coyote, el tlacuache, zorrillo, la zorra, ardilla, hurón, armadillo, conejo, etc.; animales ovíparos como la iguana, tortugas, ranas, en aves tenemos el gorrión, zopilote, calandria, pichón, urracas, codorniz, garzas, chachalacas, dentro de la variedad de los peces el bagre, la mojarra y la carpa.
Axochiapan se encuentra entre barrancas y una estructura geológica con grandes sedimentos que la hacen rica y variada en tipos de arena. Una de las más importantes es el yeso, recurso natural del que depende el municipio.
Características y Uso del Suelo
Del total de la superficie de 147,45 kilómetros cuadrados, 1.093 ha. son de uso agrícola y 780 ha. De uso ganadero, el tipo de suelo que predomina (47%) es el vertisol pelico, de textura fina y fase pedregosa y el regosol etrico y vertisol pelico de textura media (30%).

## Demografía
De acuerdo a los resultados del Censo de Población y Vivienda de 2010 realizado por el Instituto Nacional de Estadística y Geografía, la población total del municipio de Axochiapan asciende a 33 695 personas.

### Localidades
En el censo de 2020 el municipio de Axochiapan contaba con 58 localidades.
| Código INEGI      | Localidad           | Población (2020) |
| ----------------- | ------------------- | ---------------- |
| 170030001         | Axochiapan          | 19 085           |
| 170030010         | Telixtac            | 5 534            |
| 170030003         | Atlacahualoya       | 3 818            |
| 170030009         | Quebrantadero       | 2 462            |
| 170030007         | Marcelino Rodríguez | 2 223            |
| Otras localidades | Otras localidades   | 6 052            |
| Total municipal   | Total municipal     | 39 174           |

### Grupos étnicos
A la llegada de los españoles, la población asentada en el municipio correspondía al grupo étnico náhuatl de los tlahuicas, fue parte integrante del valle de Oaxaca, que todavía a principios de siglo la lengua predominante era el náhuatl y aun hoy en día se preservan apellidos de raíces indígenas como: Tepozteco, Limontitla, Cuahuixteco, Chinanteco, Iguanero, Ixtlilco entre otros. Algunos de los habitantes todavía conservan sus dialectos como son: náhuatl, mixteco, mixe, otomi, mazahua, purépecha, tlapaneco, totonaca, zapoteco y otros.
En el 2011 la presencia indígena en el municipio ascendía a solamente 262 habitantes hablantes de lengua indígena, lo que representaba el 1,01% de la población municipal. De acuerdo a los resultados que presentó el II Conteo de Población y Vivienda en el 2011, en el municipio habitan un total de 158 personas que hablan alguna lengua indígena.

### Evolución demográfica
Los cambios que ha sufrido la sociedad Axochiapense, son en parte por falta de empleo en esta región del país, ya que aproximadamente emigran a los Estados Unidos del 30 al 35% de la población. Mientras que el municipio recibe una inmigración de poblaciones vecinas en un 25%, los nacimientos se dan en aproximadamente 780 anuales mientras que las defunciones son de 150.
Cabe señalar que para el año 2011, según los resultados preliminares del Censo de Población y Vivienda efectuado por INEGI, en el municipio se computaron 33 695 habitantes, de los cuales 16 458 son hombres y 17 237 son mujeres.

### Religión
Aproximadamente existen quince templos religiosos como son: católicos, cristianos, adventistas, testigos de Jehová, metodistas, de la luz del mundo. De 22.994 personas mayores de 5 años, hay 14.132 cristianas (católicas y evangélicas), 15 judaicas y 9.847 de otras religiones.

## Política
El gobierno del municipio de Axochiapan le corresponde a su ayuntamiento, mismo que está integrado por el presidente municipal, un síndico y el cabildo conformado por siete regidores, dos electos por el principio de mayoría relativa y cuatro por el representación proporcional. Todos son electo mediante voto universal, directo y secreto para un periodo de tres años, reelegibles para un único periodo inmediato.

### Representación legislativa
Para la elección de diputados locales al Congreso de Morelos y de diputados federales a la Cámara de Diputados federal, el municipio de Axochiapan se encuentra integrado en los siguientes distritos electorales:
Local:
- Distrito electoral local 11 de Morelos con cabecera en Jojutla.[6]

Federal:
- Distrito electoral federal 3 de Morelos con cabecera en Cuautla.[7]

### Presidentes municipales
- Constantino Pastrana 1932-1939
- Pánfilo Sandoval 1939–1940
- Isauro Aguilar 1941–1942
- Zozino Aragón 1943–1944
- J. Félix Espinoza C. 1944–1945
- José E. Sedeño E. 1947–1948
- Vicente Enrique Segura 1949–1950
- José Vaquero Chino 1951–1952
- Alberto Vergara Sánchez 1953–1954
- Juan Darío Rosendo 1955–1956
- Doroteo Quintero Pliego 1956–1957
- Eduardo Enríquez Aragón 1958–1959
- José B. Ortiz (Pdte. Consejo Mpal.) 1960
- Camilo Flores García (Pdte. Consejo Mpal.) 1961
- Lorenzo Rubio Sánchez 1961–1963
- Ignacio Pacheco Ortiz 1964–1966
- Adolfo Aurelio Corrales 1967–1970
- Juventino Cuate Gutiérrez 1970–1973
- Ramón A. Pliego Cedillo 1973–1974
- Guillermo Navarro Estrada (Suplente) 1975
- Margarito Morales Abundio 1976
- Juan Evodio Cedillo 1977–1979
- Margarito Morales Abundio 1979-1982
- Rafael Vergara Romero 1982–1985
- Moisés Rojas Rubio (renunció) 1985
- Jorge Cacique Valerdi (interino) 1985–1988
- Antonio Navarro Santanero 1988–1991
- Ubaldo Pacheco Zamora. 1991–1994
- Rogelio Cortés Sanabria 1994–1997 (falleció durante su periodo)
- Dr. Lidio Reyes Olivar Peaña (suplente) 1994–1997
- Isaías Cortés Vázquez 1997–2000
- Dr. Leonides Isidro Mancilla Calvo (2000)
- Cecilio Xoxocotla Cortéz 2000-2003
- Margarito Nájera Alarcón (suplente) 2003
- Leopoldo Rodríguez Galarza 2003-2006
- Marco Antonio Galeana Montesinos 2006-2009
- Gilberto Olivar Rosas 2009-2012
- Profr. Rodolfo Domínguez Alarcón 2013 - 2015
- Dr. Vicente Marín Ocampo 2015 (licencia)
- Ing. Mauro Mozo Cortés 2015 (suplente)